# Канчелі Саломе Олександрівна
Саломе Олександрівна Канчелі (груз. სალომე ყანჩელი; нар. 14 травня 1921, Тіфліс — пом. 11 грудня 1985, Тбілісі, Грузинська РСР, СРСР) — грузинська радянська актриса театру та кіно, Заслужена артистка Грузинської РСР, Народна артистка Грузинської РСР (1967).

## Життєпис
Народилася 1921 року в сім'ї письменника та громадського діяча Сандро (Олександра Івановича) Канчелі. З дитинства захоплювалася театральним мистецтвом.
Після закінчення Тбіліського театрального інституту була запрошена на роботу до Тбіліського драматичного театру ім. К. Марджанішвілі (1946—1948). У 1948—1956 роках виступала в театрі Сухумі.
З 1956 року й до кінця життя — артистка Грузинського театру імені Шота Руставелі.
Мала яскравий талант, високу сценічну майстерність, тонкість і жіночу красу. Артистка майстерно втілила у драматичних образах різні сценічні образи. Грала як трагедійних, так і в комедійних ролях.
Знімалася у кіно.

## Вибрані театральні ролі
- Цабу (Шалви Дадіані «Іскра»),
- Есма («Перший крок» Георгія Церетелі),
- Няня («Хевісбері Гоча» Олександра Казбегі),
- Мірандоліна («Трактирниця» Карло Гольдоні)) та інші.

## Фільмографія
- 1958 : Дві сім'ї — Лія
- 1959 : Ворожнеча (анімаційний фільм)
- 1960 : Історія однієї дівчини — Мінадора
- 1968 : Незвичайна виставка — Кетеван, удова коваля Савле
- 1975 : Кохання з першого погляду — Асіад, мати Мурада
- 1977 : Мачуха Саманішвілі — Даріко, сестра Платона
- 1978 : Кілька інтерв'ю з особистих питань — Маро, друга тітка Софіко
- 1979 : Річард III (фільм-вистава) — Єлизавета

## Особисте життя
- У першому шлюбі (1943—1945) була одружена з народним артистом СРСР Георгієм Товстоноговим. Діти: Олександр Товстоногов (режисер) і Микола Товстоногов, після розлучення залишилися з батьком.
- Другий шлюб — футболіст Отар Літанішвілі (1923—2003), пізніше відомий архітектор, у 1992—1993 р. мер Тбілісі.